# Normes SIA
Les normes SIA (l'acronyme pour Société suisse des Ingénieurs et des Architectes) sont un recueil de règles comprenant des normes techniques, des textes de nature réglementaire, ainsi que des conditions générales pour la construction. Elles sont élaborées par des spécialistes, sur une base en principe bénévole, et adoptées après consultation des différents acteurs concernés (concepteurs, maîtres d’ouvrages, entrepreneurs, fournisseurs, services publics et hautes écoles). La plus connue, qui jouit aussi d'un statut spécial, est la norme SIA 118 « Conditions
générales pour l’exécution des travaux de construction ».
Dans sa collection des normes, la SIA distingue trois genres de normes, en fonction de leur contenu : les normes techniques, les normes contractuelles et les normes servant à la compréhension.

## Normes techniques

### Contenu
Les normes techniques fixent les exigences relatives aux matériaux, aux éléments de construction et aux ouvrages bâtis, de sorte à garantir de manière optimale (selon l'état actuel des connaissances) la sécurité et l’adéquation à l'usage prévu (règles de l'art de construire). Elles portent notamment sur la planification, la conception, les systèmes, la protection, le contrôle, les produits ou la réalisation.

### Classification

#### Normes au sens strict, prénormes
Selon leur spécificité et le niveau de reconnaissance atteint, les normes sont attribuées à l'une des trois classes suivantes : normes au sens strict, prénormes et cahiers techniques. Toutes les normes sont révisées et mises à jour périodiquement, afin de suivre l'évolution de la technique, de la jurisprudence et de l’enseignement. Les normes sont les publications dont le contenu concerne les réglementations qui ont été approuvées formellement et définitivement (sous réserve d'une mise à jour future). Les prénormes sont en quelque sorte des normes en phase de « test ».

#### Cahiers techniques
Les cahiers techniques contiennent des directives complémentaires et des commentaires sur des sujets spécifiques. Ils sont approuvés selon une procédure simplifiée par rapport à celle des normes et des prénormes. Un exemple de cahier technique est le n° 2031 « Certificat énergétique des bâtiments ».

#### Éléments nationaux
Les règlements du CEN prévoient deux manières de reprendre une norme : soit par une déclaration de reconnaissance formelle soit par la publication d'une norme identique, qui doit obligatoirement inclure une préface nationale et peut être assortie d'annexes nationales. 
La SIA publie en règle générale les normes européennes reprises par la Suisse avec une page de couverture et une préface. Il est rare qu'elle les fasse suivre d'une annexe nationale. La préface peut être modifiée à mesure de l'évolution des connaissances.
La page de couverture, la préface et les annexes ajoutées par la SIA sont appelées collectivement « éléments nationaux ». Ces éléments, à caractère explicatif et qui ne peuvent déroger à la norme européenne, facilitent l'application de celle-ci à la situation spécifique de la Suisse. Ils font partie intégrante de la collection des normes SIA.

## Normes contractuelles
Les normes contractuelles règlent les conditions des contrats. Elles peuvent être reprises à l'identique dans des mandats et/ou des contrats d'entreprise.

### Modèle de prestations
Le modèle de prestations (MP) SIA 112  est conçu comme un « outil de communication entre mandant et groupe de mandataires pour la commande et la fourniture de prestations de conception ». Il est structuré en six phases : définition des objectifs, études préliminaires, étude du projet, appel d’offres, réalisation, exploitation.

### Règlements concernant les prestations et les honoraires
Les règlements concernant les prestations et les honoraires (RPH) décrivent de manière détaillée les droits et devoirs des parties (le maître de l'ouvrage et le professionnel ou l'entreprise qui exécute le travail), en particulier en ce qui concerne les prestations (planification, travaux, surpervision) et la rémunération.

### Norme SIA 118
La norme SIA 118 « Conditions générales pour l'exécution de travaux de construction » est la norme phare de la SIA, intégrée à la quasi-totalité des contrats du domaine de la construction. Elle règle par exemple les droits et les devoirs des parties en cas de défaut de l'ouvrage, de retard dans les travaux, de dépassement de budget, etc.

### Conditions générales pour la construction
Les Conditions générales pour la construction (CGC) contiennent, en complément à la norme SIA 118, des règles détaillées sur la conclusion, l’objet et l’exécution des contrats de construction.